# خوسه میلتون ملگار
خوسه میلتون ملگار (اسپانیایی: José Milton Melgar‎؛ زادهٔ ۲۰ سپتامبر ۱۹۵۹) بازیکن و مربی فوتبال اهل بولیوی بود.
از باشگاه‌هایی که در آن بازی کرده‌است می‌توان به باشگاه فوتبال ریور پلاته، باشگاه فوتبال استرونگست، باشگاه فوتبال بلومینگ، باشگاه فوتبال بوکا جونیورز، و باشگاه فوتبال بولیوار اشاره کرد.
وی همچنین در تیم ملی فوتبال بولیوی بازی کرده‌است.